# De Havilland Dragon
El De Havilland DH.84 Dragon fue un exitoso avión comercial de pequeño tamaño, diseñado y construido por la compañía británica De Havilland Aircraft Company.

## Diseño y desarrollo
Tras el éxito comercial de su Fox Moth monomotor, que había volado por primera vez en marzo de 1932, el operador comercial original de este avión, Hillman's Airways, solicitó que se construyera una versión bimotor más grande. Era un diseño simple y ligero con un fuselaje de caja de contrachapado que usaba el mismo tipo de motor y secciones de ala exterior similares a las del avión monomotor anterior. Originalmente se designó como DH.84 Dragon Moth, pero se comercializó como "Dragon". El prototipo voló por primera vez en el aeródromo de Stag Lane el 12 de noviembre de 1932. Esta unidad y los siguientes cuatro aviones se entregaron a Hillman's, que inició un servicio comercial en abril de 1933. Podía transportar a seis pasajeros, cada uno con 20 kg de equipaje, en la Ruta Londres-París, con un consumo de combustible de tan solo 49 L por hora. Los paneles de las alas por fuera de los motores se podían plegar para facilitar el almacenaje del avión en hangares pequeños.

## Historia operacional

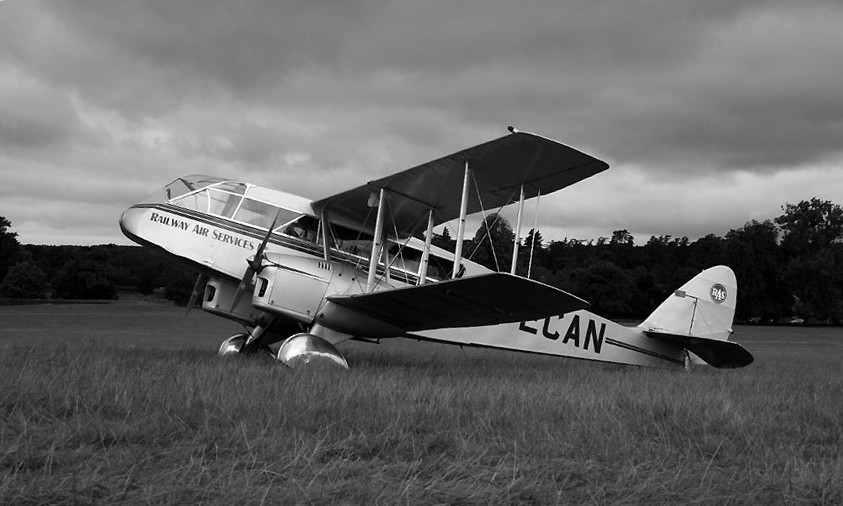
Un DH.84 Dragon fabricado en Australia, durante el Woburn Tiger Moth Rally (2007).

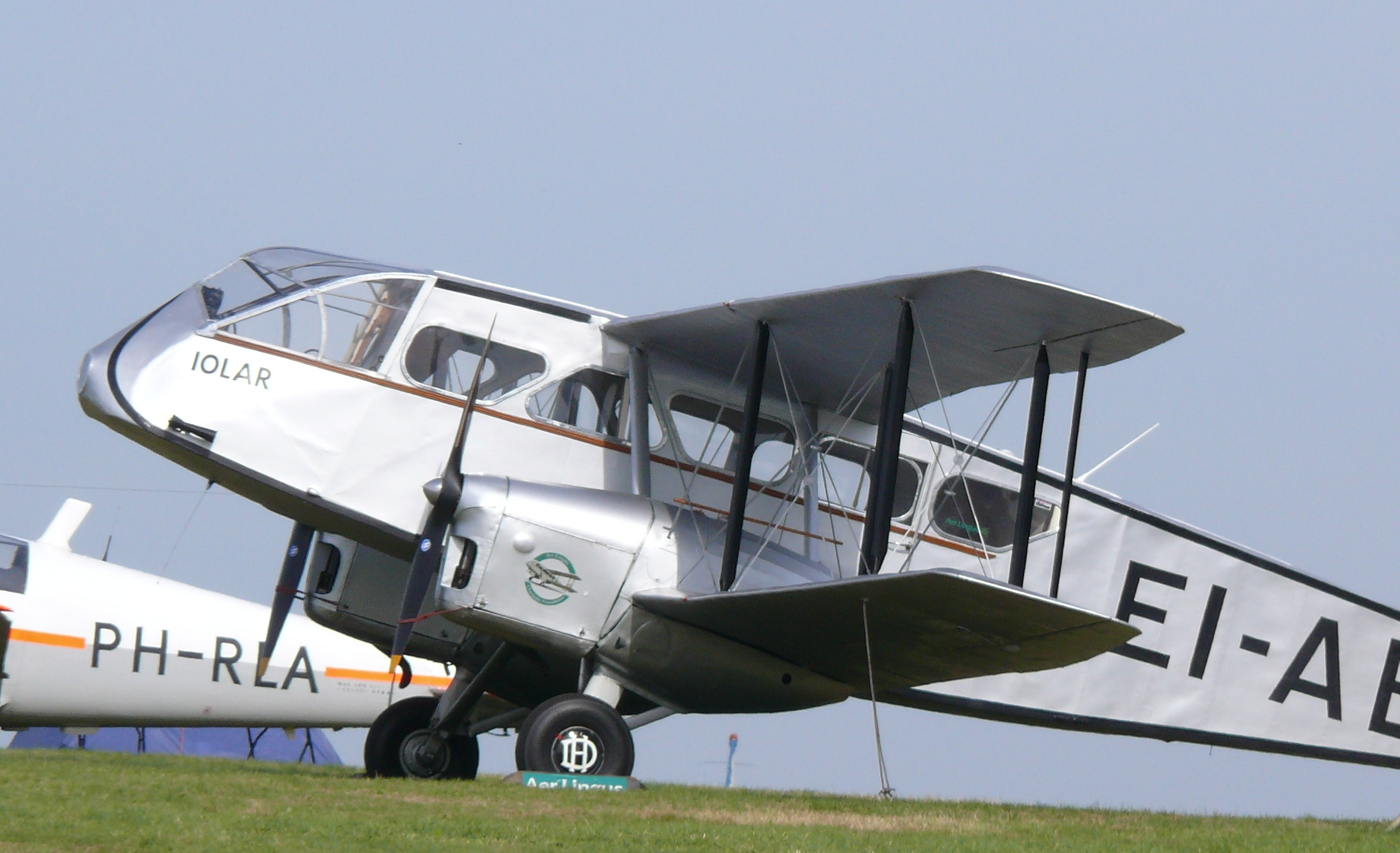
EI-ABI Iolar en 2012.

El Dragon demostró ser muy atractivo como avión comercial de baja capacidad y de corto alcance, y pronto estuvo en servicio en todo el mundo. Desde la unidad número 63 fabricada a finales de 1933, se produjo el Dragon 2, con mejoras que incluyeron ventanas enmarcadas individualmente y soportes del tren de aterrizaje carenados. Aunque estos cambios fueron en gran parte cosméticos, la aerodinámica mejoró la velocidad de la aeronave en aproximadamente 8 km/h, lo que permitió transportar 113 kg más de carga útil e incrementar en 137 km su autonomía de vuelo.
La producción británica del DH.84 terminó en el avión 115, cuando fue reemplazado en la línea de montaje por el DH.89, más potente y elegante. Sin embargo, después de que se interrumpió la producción, los planos y las herramientas y el utillaje se enviaron desde el Reino Unido a Australia, y se inició su producción para la Real Fuerza Aérea Australiana (RAAF). Durante la Segunda Guerra Mundial se fabricaron otras 87 unidades en Bankstown, Australia, como avión de entrenamiento para la RAAF, siendo preferido al Dragon Rapide porque sus motores más pequeños ya se fabricaban localmente para la producción del Tiger Moth, con un total de 202 unidades producidas.
En 1933 se entregó un nuevo Dragon de cuatro asientos al Royal Flight para que lo usara el Príncipe de Gales. Se vendió en 1935. Más tarde, la Real Fuerza Aérea Australiana lo puso en servicio durante la Segunda Guerra Mundial.
Se construyó un avión especial llamado "Seafarer" para Amy Johnson (una aviadora pionera inglesa) y su esposo Jim Mollison (un famoso aviador pionero escocés) para intentar batir el récord mundial de larga distancia. Tenía un tren de aterrizaje reforzado y la cabina disponía de depósitos de combustible adicionales. Estaba destinado a volar desde Nueva York a Bagdad, Irak, pero en su primer intento de vuelo transatlántico desde el Aeropuerto de Croydon en el sur de Londres a los Estados Unidos el 8 de junio de 1933, el tren de aterrizaje colapsó. Después de las reparaciones, el 'Seafarer' salió de Pendine Sands en Gales del Sur y llegó a Bridgeport, en los Estados Unidos, 39 horas después. Sin embargo, al aterrizar la aeronave volcó y sufrió daños considerables.
Se recuperaron los motores y los depósitos de combustible del Seafarer para ser usados en otro aeroplano Dragon, llamado Seafarer II. Después de tres intentos de despegar desde Wasaga Beach en Ontario (Canadá) con dirección a Bagdad, Irak, se abandonó el intento y se vendió la aeronave. El 8 de agosto de 1934, los nuevos propietarios, James Ayling y Leonard Reid, despegaron en el Dragon, rebautizado como "Trail of the Caribou", desde Wasaga Beach en otro intento por batir el récord de distancia. Aunque el objetivo previsto era Bagdad, los problemas con el acelerador obligaron a abandonar el intento, y Trail of the Caribou aterrizó en Heston, un aeródromo situado al oeste de Londres, en Middlesex, después de 30 horas y 55 minutos de vuelo, haciendo el primer vuelo sin paradas entre el Canadá continental y Gran Bretaña.
El servicio inaugural de la aerolínea irlandesa Aer Lingus estuvo a cargo de un DH.84 Dragon, matrícula EI-ABI y denominado Iolar, que significa "Águila" en gaélico. Para el 50 aniversario de la aerolínea en 1986, se adquirió un Dragon de reemplazo, se restauró, se volvió a registrar como EI-ABI y se volvió a pintar como el Iolar original.
Después de la guerra, los DH.84 supervivientes pasaron al servicio comercial, pero sólo tres siguen volando en la actualidad.

## Variantes
Dragon 1
Biplano bimotor de transporte medio.
Dragon 2
Versión mejorada. Equipado con ventanas de cabina enmarcadas y dos patas del tren de aterrizaje principal carenadas.
DH.84M Dragon
Versión de transporte militar. El DH.84M estaba armado con dos ametralladoras y podía transportar hasta dieciséis bombas de 9 kg. Exportado a Dinamarca, Irak y Portugal.

## Operadores
♠ Operadores originales:
| Australia - Real Fuerza Aérea Australiana♠ Austria - Fuerza Aérea Austríaca (1927-1938) Brasil - Aviación Naval Brasileña Dinamarca - Real Fuerza Aérea de Dinamarca♠: dos DH.84. Etiopía - Fuerza Aérea de Etiopía Irak - Fuerza Aérea Iraquí♠: ocho DH.84M. Irlanda - Cuerpo Aéreo Irlandés Nueva Zelanda - Real Fuerza Aérea de Nueva Zelanda Portugal - Fuerza Aérea Portuguesa♠: tres DH.84. Reino Unido - Real Fuerza Aérea (Reino Unido): diecisiete aviones. - Unidad de Cooperación Antiaérea. - Escuadrón 24 de la RAF. - Aeroflota Real ♠ República Española - Fuerzas Aéreas de la República Española Sudáfrica - Fuerza Aérea Sudafricana♠: un avión operado durante 1940. Turquía - Mando General de Cartografía - Fuerza Aérea Turca Reino de Yugoslavia - Real Fuerza Aérea Yugoslava: un avión ingresó al servicio militar en abril de 1940. Australia - Butler Air Transport - MacRobertson Miller Airlines - Muir Airlines of NT - Qantas - Western Australian Airways ♠ | Brasil - VASP♠ Canadá - Canadian Airways Egipto - Misrair Francia - Lignes Aériennes Nord-Africaines (L.A.N.A.) India - Indian National Airways♠ Irlanda - Aer Lingus Kenia - Wilson Airways♠ Nueva Zelanda - Air Travel (NZ) Ltd - East Coast Airways♠ - Union Airways of New Zealand Letonia - Valsts Gaisa Satiksme: un avión se utilizó como transporte civil. Reino Unido - Aberdeen Airways♠ - Air Cruises♠ - Air Navigation & Trading - Mary Victor Bruce - Allied Airways - Blackpool and West Coast Air Services♠ - British Airways - British Continental Airways - Mary Victor Bruce♠ - Great Western & Southern Air Lines - Highland Airways Limited♠ - Hillman's Airways♠ - Jersey Airways♠ - Midland & Scottish Air Ferries♠ - Northern and Scottish Airways - Olley Air Service♠ - Provincial Airways - Railway Air Services♠ - Scottish Airways - Scottish Motor Traction♠ - Spartan Airlines - Western Airways♠ Sudáfrica - Transporte Aéreo Africano♠ Timor portugués - Transportes Aéreos de Timor |

## Accidentes e incidentes

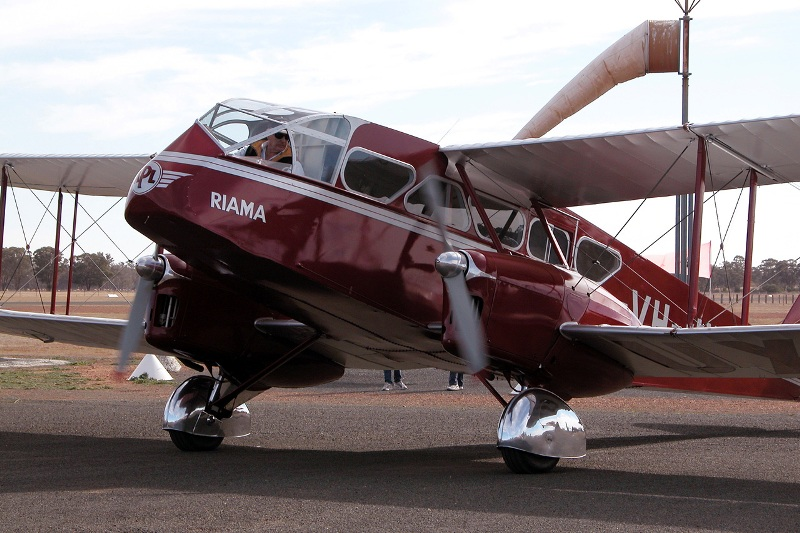
DH-84 VH-UXG (Riama), 2003.

- 26 de septiembre de 1933: el ZS-AEF de Aircraft Operating Company se estrelló en el aeropuerto de Baragwanath, cerca de Johannesburgo, Sudáfrica. El piloto era un as de vuelo de la Primera Guerra Mundial, William Kennedy-Cochran-Patrick y el único pasajero era Sir Michael Oppenheimer. Ambos murieron.[10][11]
- 8 de enero de 1935: el G-ACGK de Highland Airways Limited se estrelló en el Beauly Firth después de despegar del Aeropuerto de Longman, Inverness, Escocia. El piloto y ambos pasajeros murieron.[12]
- 21 de febrero de 1935: dos hermanas estadounidenses, Jane y Elizabeth Du Bois, saltaron del G-ACEV de Hillman's Airways, en ruta desde el Aeródromo de Stapleford (Essex) hacia París. Eran los únicos pasajeros y el piloto el único tripulante. Las dos mujeres habían comprado todos los asientos del avión, pero alegando antes del despegue que sus acompañantes no podían viajar ese día. Sus cuerpos fueron encontrados en un descampado en Upminster, pero el piloto sólo se dio cuenta de lo sucedido tiempo después sobre el Canal de la Mancha.[13] Las mujeres eran hijas del cónsul estadounidense en Nápoles, Court Du Bois; habían sido personas populares y sus muertes fueron ampliamente cubiertas por los noticieros de la época. La prensa especuló sobre la relación de su doble suicidio con las muertes recientes de dos pilotos de la RAF, con quienes habían estado vinculadas sentimentalmente.[14][15][16] Los pilotos habían muerto en el accidente de un hidroavión Short Singapore cerca de Mesina, Italia, seis días antes.[17]
- 1 de julio de 1935: el G-ADED de Railway Air Services se estrelló al despegar del Aeropuerto de Ronaldsway en la  isla de Man, hiriendo a las siete personas a bordo. La aeronave operaba un vuelo regular de pasajeros desde Ronaldsway al Aeropuerto de Ringway en Mánchester, vía el Aeropuerto de Squires Gate en Blackpool y el Aeropuerto de Speke en Liverpool. El avión quedó destruido tras el incendio posterior.[18]
- 22 de julio de 1935: el G-ACMP de Jersey Airways,[19] que operaba un vuelo nacional de Bristol a Cardiff, con un piloto y dos pasajeros a bordo, se estrelló mientras se acercaba al Aeropuerto de Cardiff. El avión se zambulló en el canal de Brístol, a unas dos millas de la costa de Gales, cerca de Rumney, muriendo las tres personas que estaban a bordo.[20][21]
- 26 de marzo de 1936: el G-ACAP de Mary Victor Bruce se estrelló cerca de Lyndhurst, Inglaterra, muriendo las cinco personas que ocupaban la aeronave, que había volado desde el Aeropuerto de Croydon y estaba realizando trabajos de cooperación militar en los alrededores de Southampton. Commercial Air Hire tenía un contrato para volar de noche para que las tripulaciones de reflectores practicaran en la localización de aeronaves.[22]
- 7 de mayo de 1937: el avión VH-UZG de North Queensland Airways se estrelló contra los árboles cerca del Aeropuerto de Cairns. Un pasajero murió más tarde a causa de las heridas recibidas, y el piloto y otros tres pasajeros también resultaron gravemente heridos.[23]
- 29 de agosto de 1938: el VH-UXK Cairns de North Queensland Airways, se estrelló en Innisfail, Queensland, muriendo el piloto y los cuatro pasajeros.[24]
- 21 de septiembre de 1951: el primer oficial piloto Frederick George Barlogie de Bondi (Nueva Gales del Sur) murió cuando su DH-84 Dragon de Qantas se estrelló en un paraje montañoso situado unos 11 kilómetros (6,8 mi) al sureste de Arona, en la cordillera Central de Nueva Guinea.[25]
- 13 de diciembre de 1951: el piloto y dos pasajeros murieron cuando un Dragon de Qantas se estrelló en un área montañosa cerca de Mount Hagen, en la cordillera Central de Nueva Guinea, el tercer accidente fatal de Qantas en cuatro meses y el accidente fatal más reciente hasta la fecha.[26]
- 1 de octubre de 2012: el De Havilland DH.84 Dragon 2 VH-UXG de propiedad privada de 1934, llamado Riama (en la foto), desapareció con mal tiempo al regresar desde un espectáculo aéreo cerca de Monto (Queensland), Australia, hacia Caboolture.[27] La policía de Queensland encontró los restos cerca del embalse de Borumba. Los seis ocupantes murieron y la aeronave quedó destruida después de impactar contra una colina.[28] El piloto y el propietario habían volado a través de una nube espesa inesperada y emitieron una llamada de seguridad. Los únicos instrumentos principales de la aeronave eran un indicador de velocidad aerodinámica y un altímetro.

## Galería de imágenes
|  |  |

## Especificaciones (DH.84 Dragon 1)
Referencia datos: de Havilland Aircraft since 1909

### Características generales
- Tripulación: Uno (piloto)
- Capacidad: 6-10 pasajeros
- Longitud: 10,5 m (34,5 ft)
- Envergadura: 14,4 m (47,3 ft)
- Altura: 3,1 m (10,1 ft)
- Superficie alar: 34,9 m² (375,7 ft²)
- Perfil alar: RAF 15[30]
- Peso vacío: 1043 kg (2298,8 lb)
- Peso cargado: 1905 kg (4198,6 lb)
- Planta motriz: 2× motor lineal invertido de 4 cilindros refrigerado por aire De Havilland Gipsy Major I.
  - Potencia: 97 kW (134 HP; 132 CV) cada uno.
- Hélices: Bipala de paso fijo

### Rendimiento
- Velocidad máxima operativa (Vno): 206 km/h (128 MPH; 111 kt)
- Velocidad crucero (Vc): 175 km/h (109 MPH; 94 kt)
- Alcance: 740 km (400 nmi; 460 mi)
- Techo de vuelo: 3800 m (12 467 ft)
- Régimen de ascenso: 3,1 m/s (612 ft/min)

## Aeronaves relacionadas

### Desarrollos relacionados
- De Havilland Dragon Rapide
- De Havilland Express

### Secuencias de designación
- Secuencia DH._ (interna de De Havilland): ← DH.81 - DH.82 - DH.83 - DH.84 - DH.85 - DH.86 - DH.87 →
- Secuencia A_ (Segunda Serie de la RAAF, 1935-1963): ← A31 - A32 - A33 - A34 - A35 - A36 - A37 →